# دی‌متیل‌هیدرازین
دی‌متیل‌هیدرازین ممکن است به یکی از موارد زیر اشاره داشته باشد:
- دی‌متیل‌هیدرازین نامتقارن
- ۲٬۱-دی‌متیل‌هیدرآزین